# Las alas de la paloma (película de 1997)
Las alas de la paloma (en inglés The Wings of the Dove) es una película británica dirigida por Iain Softley lanzada en 1997. 
Está protagonizada por Helena Bonham Carter que fue nominada al Oscar a la mejor actriz.

## Argumento
Adaptación de la novela homónima de Henry James, que se desarrolla en Londres y Venecia a principios del siglo XX. Una joven huérfana de origen humilde es acogida por una tía millonaria que pertenece a la alta sociedad inglesa. Lo malo es que se enamora de un periodista pobre y sin prestigio que tiene vedado el acceso a su mundo, pues su tía aspira  a casarla con algún pretendiente adinerado y de su misma condición social. Se hace amiga de otra joven rica, pero se entera de que está última está mortalmente enferma. Entonces urde un maligno plan que consiste en que él la seduzca y se case con su amiga; de ese modo, cuando enviude, heredará su fortuna y ningún obstáculo se opondrá a su boda. Sin embargo. las cosas no saldrán como ella espera...
Es una película con escenas de exquisita belleza para los amantes del arte, inspiradas en la pintura prerrafaelita, una deliciosa exposición de Gustav Klimt en un parque bajo la lluvia, hermosas vistas a Venecia y sus antiguos cafés, una excursión por los andamios de una vieja iglesia para ver en su cúpula un fresco en restauración, y hasta  un viaje en góndola y un carnaval deslumbrantes, contribuyen a esta delicada y refinada estética.

## Premios

### Oscar
| Año  | Categoría                 | Persona              | Resultado |
| ---- | ------------------------- | -------------------- | --------- |
| 1997 | Mejor actriz              | Helena Bonham Carter | Nominada  |
| 1997 | Mejor guion adaptado      | Hossein Amini        | Nominado  |
| 1997 | Mejor fotografía          | Eduardo Serra        | Nominado  |
| 1997 | Mejor diseño de vestuario | Sandy Powell         | Nominada  |

### Globos de Oro
| Año  | Categoría            | Persona              | Resultado |
| ---- | -------------------- | -------------------- | --------- |
| 1997 | Mejor actriz - Drama | Helena Bonham Carter | Nominada  |

### Premios BAFTA
| Año  | Categoría                     | Persona                   | Resultado |
| ---- | ----------------------------- | ------------------------- | --------- |
| 1997 | Mejor actriz                  | Helena Bonham Carter      | Nominada  |
| 1997 | Mejor guion adaptado          | Hossein Amini             | Nominada  |
| 1997 | Mejor fotografía              | Eduardo Serra             | Ganador   |
| 1997 | Mejor diseño de vestuario     | Sandy Powell              | Nominada  |
| 1997 | Mejor maquillaje y peluquería | Sallie Jaye Jan Archibald | Ganadores |

### Premios del Sindicato de Actores
| Año  | Categoría               | Persona              | Resultado |
| ---- | ----------------------- | -------------------- | --------- |
| 1997 | Mejor actriz            | Helena Bonham Carter | Nominada  |
| 1997 | Mejor actriz de reparto | Allison Elliott      | Nominada  |

- Datos: Q559893